# 田邉揮司良
田邉 揮司良（たなべ きしろう、1957年（昭和32年）7月 - ）は、日本の広島県出身の陸上自衛官。職種は施設科。防衛大学校（本科24期卒）、神戸大学大学院工学研究科博士課程（土木工学）を修了。自衛官としての最終階級は陸将。最終自衛隊歴は第34代北部方面総監。北部方面総監時代の統率方針は「所命完遂」。要望事項は「任務即応・訓練精到・地域連携」。学位は工学博士（神戸大学）。

## 略歴
- 1980年（昭和55年）3月：防衛大学校卒業、陸上自衛隊入隊
- 1988年（昭和63年）：神戸大学大学院工学研究科博士課程（土木工学）修了。工学博士の学位を授与される。
- 1991年（平成03年）1月：3等陸佐
- 1994年（平成06年）7月：2等陸佐
- 1998年（平成10年）8月1日：第301施設隊長（現在廃止）兼富山駐屯地司令
- 1999年（平成11年）1月：1等陸佐
- 2002年（平成14年）8月1日：第7施設群長

（在任間第3次東ティモール派遣施設群長として東ティモールに派遣）
- 2003年（平成15年）12月5日：陸上幕僚監部人事部補任課長
- 2005年（平成17年）7月28日：陸将補に昇任（防大24期一選抜）
- 2006年（平成18年）3月27日：第5施設団長兼小郡駐屯地司令
- 2007年（平成19年）9月1日：自衛隊東京地方協力本部長
- 2009年（平成21年）7月21日：陸上幕僚監部装備部長
- 2011年（平成23年）8月5日：陸将に昇任、第9師団長
- 2012年（平成24年）7月26日：防衛大学校幹事
- 2013年（平成25年）8月27日：第34代 北部方面総監
- 2015年（平成27年）
  - 3月30日：退職
  - 4月1日：東京都庁入都、東京都危機管理監[1]
- 2018年（平成30年）10月10日：東京都危機管理監 退職
- ジョイント・システムズ・サービス取締役会長、日本防衛学会理事[2]